# Bonnieux
Bonnieuxⓘ ist eine südfranzösische Gemeinde mit 1166 Einwohnern (Stand 1. Januar 2022) im Département Vaucluse in der Region Provence-Alpes-Côte d’Azur. Die Gemeinde umfasst eine Fläche von 51,46 km² und die mittlere Höhe beträgt 425 Meter über dem Meeresspiegel.

## Geographie
Bonnieux liegt etwa 50 Kilometer Luftlinie südöstlich von Avignon und ca. 70 Kilometer nördlich von Marseille am Nordhang des Luberon auf einem steilen Bergkegel. Die Stadt Apt befindet sich 10 Kilometer nordöstlich. Das Gemeindegebiet gehört zum Regionalen Naturpark Luberon.

## Sehenswürdigkeiten
Der Ort besitzt ein historisches Stadtbild mit zwei Kirchen aus dem 12. und 19. Jahrhundert und Resten der Stadtbefestigung aus dem 13. Jahrhundert. Mitten im Ort befindet sich eine Kirche, die sowohl Bauformen der Romanik als auch der Gotik vereinigt. In den malerischen engen Gassen stehen Häuser aus dem 16., 17. und 18. Jahrhundert. Das Musée de la Boulangerie informiert über Brot- und Backtradition. Vom Aussichtspunkt bei der über der Altstadt gelegenen Kirche (Vieille Église) reicht der Blick bis zum Mont Ventoux. In Bonnieux liegt einer der sechs von der weltberühmten Designerin und Landschaftsgestalterin Nicole de Vesian angelegten Gärten ohne Blumen „La Louve“. Der Garten befindet sich in Privatbesitz und ist nur an wenigen Nachmittagen im Sommerhalbjahr gegen Eintritt zugänglich. Der Wochenmarkt findet am Freitagvormittag statt.
|  |  |  |

## Persönlichkeiten
- Ferdinand Terris (1824–1885), Bischof von Fréjus, geboren in Bonnieux.
- Louis-Paul Rastouil (1884–1966), römisch-katholischer Geistlicher und Bischof, geboren in Bonnieux.
- Edy Legrand (1892–1970), französischer Maler des Orientalismus, Illustrator und Pionier des Kinderbuchs, gestorben in Bonnieux.
- Denis Brihat (* 1928), französischer Fotograf; lebt seit 1958 in Bonnieux.